# Serguéi Ashijmin
Serguéi Ashijmin –en ruso, Сергей Ашихмин– (5 de julio de 1977) es un deportista ruso que compitió en natación. Ganó una medalla de plata en el Campeonato Europeo de Natación de 1999, en la prueba de 4 × 100 m libre.

## Palmarés internacional
| Campeonato Europeo | Campeonato Europeo | Campeonato Europeo | Campeonato Europeo |
| Año                | Lugar              | Medalla            | Prueba             |
| ------------------ | ------------------ | ------------------ | ------------------ |
| 1999               | Estambul (Turquía) | Medalla de plata   | 4 × 100 m libre    |